# Ganhar para dar
Ganhar para dar é uma abordagem de caridade que consiste em deliberadamente buscar uma uma carreira de elevados rendimentos e doar uma parcela significativa desse rendimento (pelo menos 20%)
A mais antiga formulação da ideia de ganhar para dar foi feita em 2006 por Brian Tomasik no texto Why Activists Should Consider Making Lots of Money, embora Peter Unger tenha tratado do assunto já em 1996 em Living High and Letting Die